# John Molloy
John Molloy (Londen, 5 september 178? – Busselton, 6 oktober 1867) was een Britse pionier in West-Australië. Hij was een van de originele kolonisten van Augusta en van de eerste kolonisten van Busselton.

## Vroege leven
Er is weinig met zekerheid vast te stellen over John Molloy's geboorte en vroege jaren. De meningen over zijn geboortedatum zijn verdeeld. Op zijn grafsteen staat vermeld dat hij in 1867 op 87-jarige leeftijd stierf en dus zou hij in 1780 geboren zijn. Volgens het testament van zijn vermoedelijke vader was hij in 1804 echter nog minderjarig. Daarenboven komt het niet overeen met de inschrijving van een dertienjarige John Molloy in 1802 in het Harrow School-register. Dit zou echter om John William Molloy, zoon van ene AJP Molloy, gaan. Een andere theorie luidt dat hij in 1786 zou geboren zijn omdat er in het parochieregister van St. Martin-in-the-Fields een doopsel op naam van John Molloy staat genoteerd op 8 oktober 1786.
Ook over zijn afkomst zijn er verschillende theorieën. Zo zou hij een buitenechtelijk kind zijn van Frederik van York. Volgens zijn nazaten was John Molloy echter de zoon van William en Mary Molloy. Volgens een andere pionier was AJP Molloy de vader van John Molloy.
Hij zou zijn onderwezen aan Harrow en Oxford waar hij een jaarlijkse toelage van £ 200 ontving en £ 20.000 bij zijn meerderjarigheid maar dat lijkt weinig waarschijnlijk en wordt door zijn nazaten ontkend. Molloy trad als adelborst toe tot de Royal Navy en nam deel aan de slag bij Trafalgar in 1805. In 1807 vervoegde hij het leger als tweede luitenant in de '95th Rifle Brigade'. Twee jaar later vocht hij als luitenant mee in de Spaanse Onafhankelijkheidsoorlog. Van 1810 tot 1812 volgde hij les aan het Royal Military College in Great Marlow. In de slag bij Waterloo vocht hij onder Wellington tegen Napoleon en raakte gewond. Hij ontving hiervoor de Waterloo Medal. Van 1820 tot 1824, tijdens de boerenopstanden, was Molloy in Ierland gelegerd. Hij werd er in 1824 tot kapitein gepromoveerd.
In 1829 huwde Molloy de 24-jarige Georgiana Kennedy. Samen scheepten ze in op het schip Warrior met West-Australië als bestemming. Ze arriveerden in Fremantle in maart 1830.

## West-Australië
In West-Australië toegekomen kreeg Molloy van James Stirling te horen dat de kavels langs de rivier Swan reeds waren ingenomen. Stirling stelde Molloy voor om zich, samen met enkele andere families waaronder de Bussels, aan kaap Leeuwin te vestigen. De plaats Augusta werd er in mei 1830 gesticht en Molloy werd aangeduid als vredesrechter en magistraat. Samen met John Bussell verkende hij in 1833 en 1835 de rivier Vasse en haar omgeving.
In 1839 nam Molloy 4.856 hectare grond op langs de rivier Vasse en richtte nabij Busselton het station Fairlawn op. Zijn taak als magistraat werd er bemoeilijkt door de aanwezigheid van Amerikaanse walvisjagers in de Geographebaai en door opstandige Aborigines. In 1841 werd de kolonist John Layman door de aboriginesoudere Gaywal vermoord in Wonnerup. Samen met John Bussell leidde Molloy een groep kolonisten om Gaywal in te rekenen. Tijdens de wekenlange zoektocht werden verscheidene Aborigines gedood.
Molloy's vrouw stierf in 1843 na de bevalling van hun zevende kind. Haar eerste kind stierf kort na de geboorte en hun enige zoontje verdronk in een waterput toen het 19 maanden oud was. In 1850 reisde Molloy naar Engeland. Hij ontmoette er hertog Wellington en andere oud-strijders uit de Napoleontische oorlogen. West-Australië was een strafkolonie geworden bij zijn terugkeer. In Vasse was een gevangenendepot opgericht waardoor zijn taken als magistraat vermeerderden. In 1859 werd hij gepromoveerd tot luitenant-kolonel maar verkocht zijn aanstelling onmiddellijk. Desondanks werd hij sindsdien kolonel Molloy genoemd. In maart 1861 diende hij zijn ontslag in vanwege zijn ouderdom.
Molloy stierf op 6 oktober 1867. Hij werd naast zijn vrouw begraven.

## Nalatenschap
Molloy liet vijf dochters na. Sabina huwde Mathew Blagden Hale, Perths eerste anglicaanse bisschop, in 1848. Mary huwde Edmund Du Cane in 1856, Amelia huwde William Richardson Bunbury in 1857 en Flora huwde William Locke Brockman 1859. Molloy's jongste dochter, Georgiana, zou Frederick Kennedy Panter trouwen maar Kennedy werd in 1864 door een Aborigines vermoord tijdens een expeditie vanuit de Roebuck-baai.
In Augusta staat een monument ter herdenking van John Molloy.
Het graf van John Molloy is te vinden aan St Mary Church in Busselton.